# Bevagna
Bevagna è un comune italiano di 4 759 abitanti della provincia di Perugia, un tempo nota per le tele pregiate che vi si producevano, tanto da essere chiamate "bevagne". È inserita tra i borghi più belli d'Italia e tra le bandiere arancioni.

## Geografia fisica
La classificazione climatica del comune è zona D, 2004 GR/G.

## Storia

### Origini
Tracce di insediamenti umani compaiono fin dall'età del ferro e importanti ritrovamenti archeologici confermano la presenza degli Umbri nel territorio bevanate.

### Dominazione Romana e Cristianesimo

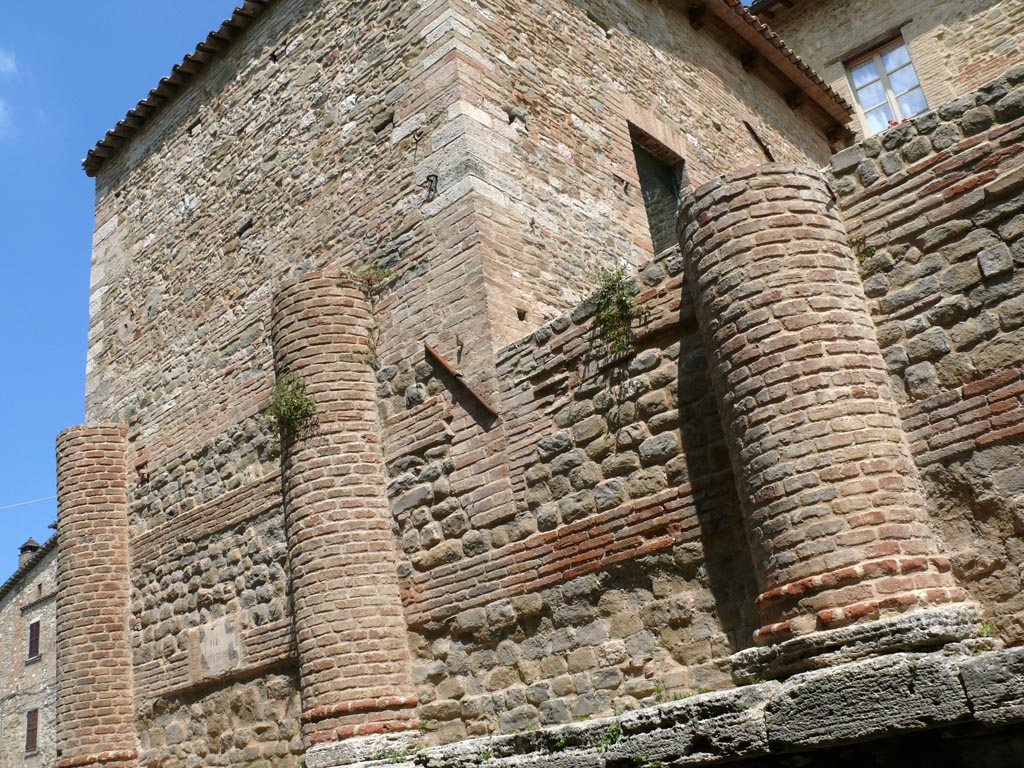
Resti del Tempio romano.

Le prime notizie storiche su Bevagna risalgono alla conquista romana dell'Umbria, con la famosa battaglia del Sentino del 295 a.C. Bevagna era nota come centro itinerario degli Umbri e famosa per la sua pastorizia e allevamento bovino.
Municipio romano dal 90 a.C. col nome di Mevania, venne ascritta alla tribù Aemilia, nella VI Regio. Divenne importante centro agricolo e strategico grazie alla sua favorevole posizione al centro della grande rete viaria, impostata dai romani con la via Flaminia (220 a. C), e al suo porto fluviale sul Topino (le cui acque, all'epoca navigabili, si gettano nel fiume Chiascio e quindi nel Tevere). Tale floridezza durò fino al III secolo d.C., quando acquistò maggiore importanza il tratto della Flaminia che passa per Terni e Spoleto. In questo periodo si ebbe un notevole sviluppo edilizio: Bevangna fu munita di una cinta muraria, terme e un anfiteatro, dei quali restano ancora le vestigia. A un'espansione verso nord della popolazione di Mevania viene attribuita la fondazione di Bevaniola (presso l'odierna Galeata, nell'Appennino forlivese), come si ricava anche dal nome, che significa Piccola Bevania.
Forse patria di Properzio; nel 308 a.C. lo scrittore latino Livio ricorda la battaglia di Mevania, anche se per gli storici l'episodio è dubbio. Sicuro è che dopo il 295 Mevania con altre città umbre si alleò con Roma.
Con l'avvento del cristianesimo vi furono numerosi martiri, tra cui san Vincenzo, primo vescovo e patrono del paese. Nacque la diocesi di Bevagna, attestata storicamente nel concilio lateranense del 487.

### Disputa fra Chiesa e Impero

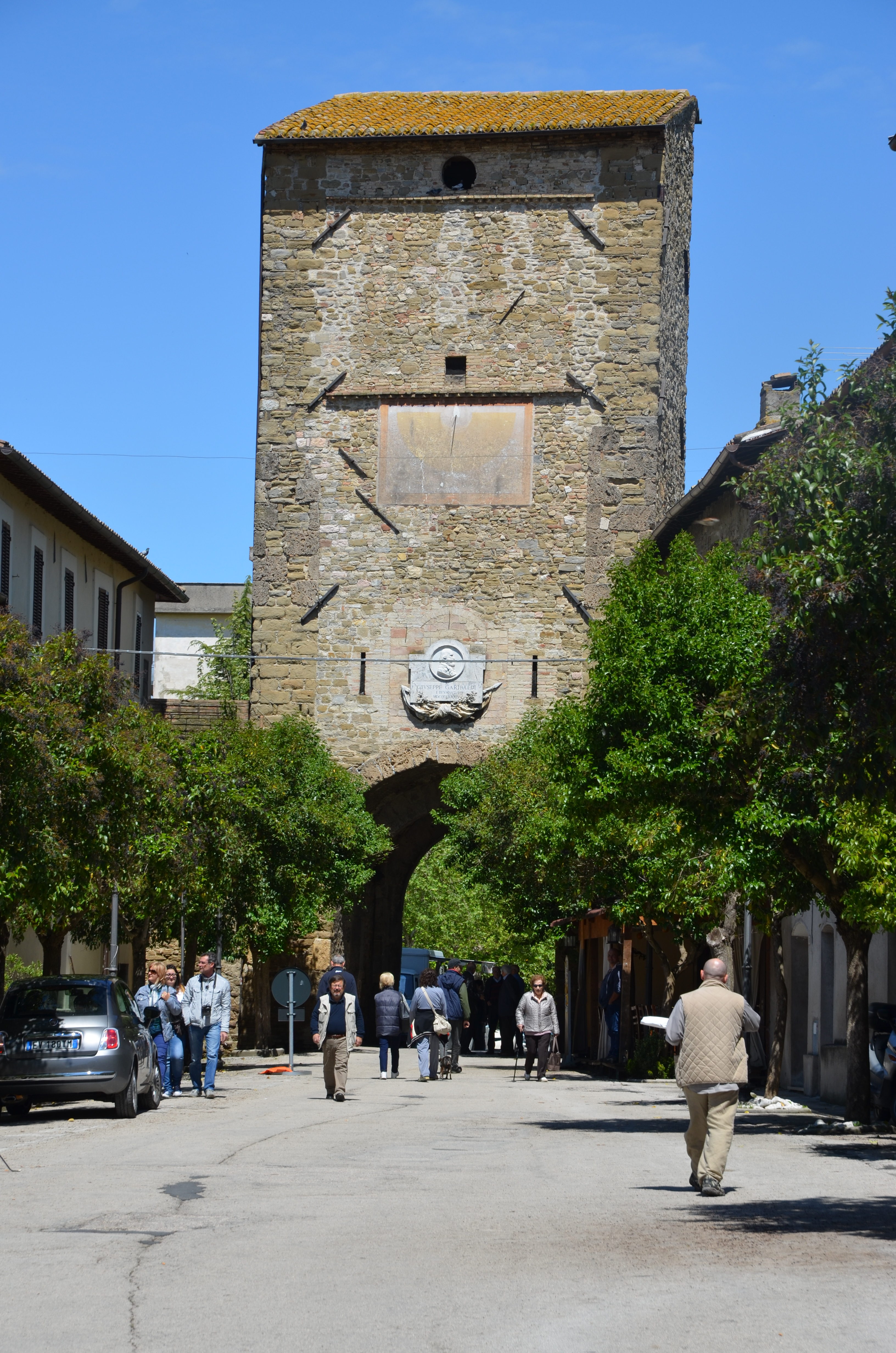
La medievale Porta Cannara.

Con la caduta dell'Impero romano Bevagna fu devastata dalle invasioni barbariche dei Longobardi nel VI secolo, decadendo e perdendo anche la sede vescovile nel IX secolo. Nel 774 divenne possedimento longobardo nell'ambito del ducato di Spoleto, senza avervi particolare importanza (il termine "gaite", che indica i quartieri, è di questo periodo). Successivamente entrò nell'orbita lo Stato della Chiesa, ma in realtà continuò a dipendere, dai re dei Franchi e poi dagli imperatori del Sacro Romano Impero.
Dopo la conquista franca, nel 1187 Bevagna divenne libero comune retto da consoli e subì le dominazioni alterne di Spoleto, Foligno, dell'Impero Germanico, di Perugia e dello Stato Pontificio. Risentì soprattutto delle controversie fra la Chiesa e l'Impero, restando tuttavia sostanzialmente fedele alla prima fino all'Unità d'Italia.
Espugnata e incendiata nel 1152 da Federico Barbarossa e nel 1249 dal conte d'Aquino, capitano dell'imperatore Federico II come schieramento guelfo, risorse nella seconda metà del XIII secolo, tanto che nel 1249 i cittadini ottennero da papa Innocenzo IV l'autorizzazione ad eleggere liberamente il proprio podestà. Nel corso del ‘200 arrivarono in città gli ordini mendicanti: francescani, domenicani ed agostiniani, che vi eressero le loro chiese.

### Le signorie
Nel 1371, dopo esser passata più volte dal dominio imperiale a quello papale e viceversa, Bevagna fu donata da papa Gregorio XI a Trincia II Trinci, vicario apostolico, iniziando così la dominazione della signoria dei Trinci di Foligno che sarebbe durata fino al 1439, quando il borgo tornò sotto il dominio della Santa Sede, anche se fortemente conteso con Perugia. Venne devastato nel 1375 da Corrado II Trinci, signore di Foligno; sotto l'egemonia di Perugia, tentò ribellarsi nell'ottobre 1381. Nel 1493 papa Alessandro VI concesse Bevagna in amministrazione ai governatori pontifici di Spoleto. Le controversie nate fra i bevanti e la città di Spoleto convinsero nel 1503 papa Giulio II a metterla sotto la giurisdizione dei governatori pontifici di Perugia; i cardinali iniziarono a contendersi la supremazia sulla città. Nel 1530 papa Clemente VII decise di porre Bevagna sotto il controllo dinastico dei Baglioni. Ma il malgoverno e la ferocia dei Baglioni fecero ricredere i pontefici, che la riassegnatono ai governatori perugini, e poi ancora ai Baglioni, fino a quando nel 1567 papa Pio V risolse definitivamente la questione ponendo Bevagna sotto il controllo diretto della Santa Sede, che perdurò, salvo la parentesi napoleonica, fino al 1860 venne consegnato al regno di Italia.

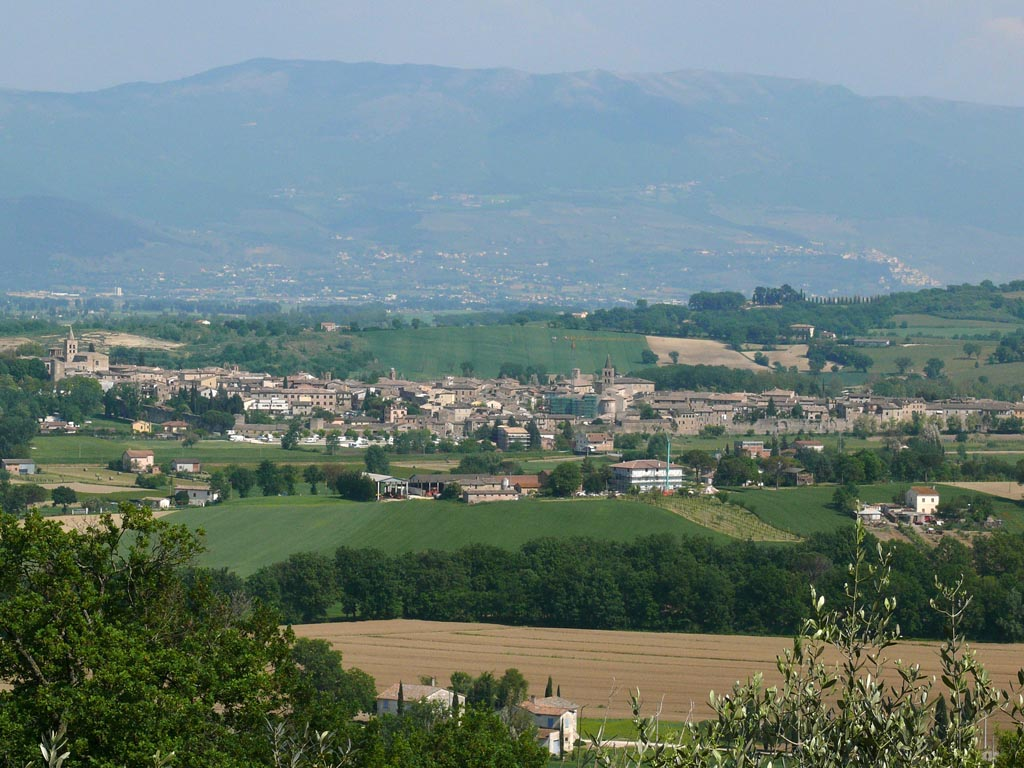
Bevagna e il suo territorio.

### Storia moderna
Similmente ad altri comuni della Valle Umbra, un ruolo importante nella storia della città ebbero gli sforzi e le lotte per la bonifica delle aree paludose e per la regolamentazione dei numerosi corsi d'acqua. Avviata nel 1456, la bonifica della pianura bevanate raggiunse concreti risultati nella seconda metà del ‘500, portando vantaggi all'economia agricola, incentrata soprattutto sulla coltivazione e lavorazione della canapa.
È nel ‘700 e soprattutto nel corso dell'800 che il sistema idraulico del territorio si avviò ad un assetto definitivo.
Papa Leone XII nel 1825 le restituì il titolo di città.

## Stemma
L'attuale stemma venne donato alla città da papa Innocenzo VI nel 1360. È a scudo sannitico, con croce greca bianca in campo rosso; dietro la croce le due chiavi petrine (una d'oro e l'altra d'argento) decussate. Sulla sezione orizzontale della croce compaiono le lettere O S F, iniziali delle parole ob servatam fidem (per la fede conservata): Bevagna, città guelfa, aveva dimostrato particolare lealtà e devozione per lo Stato Pontificio.
Esso sostituisce lo stemma più antico, costituito da tre o quattro vasi di miele.

## Monumenti e luoghi d'interesse

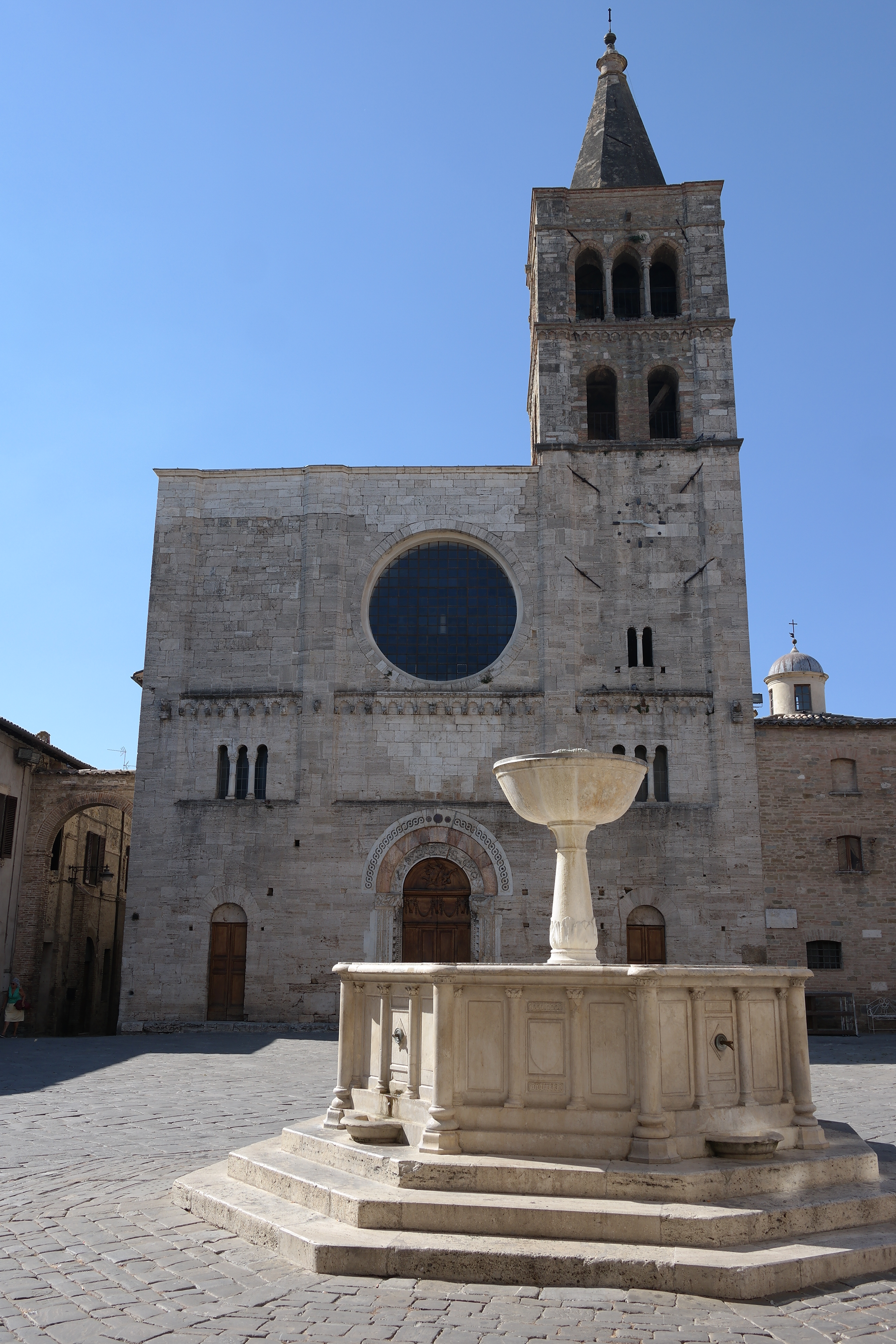
Chiesa di San Michele

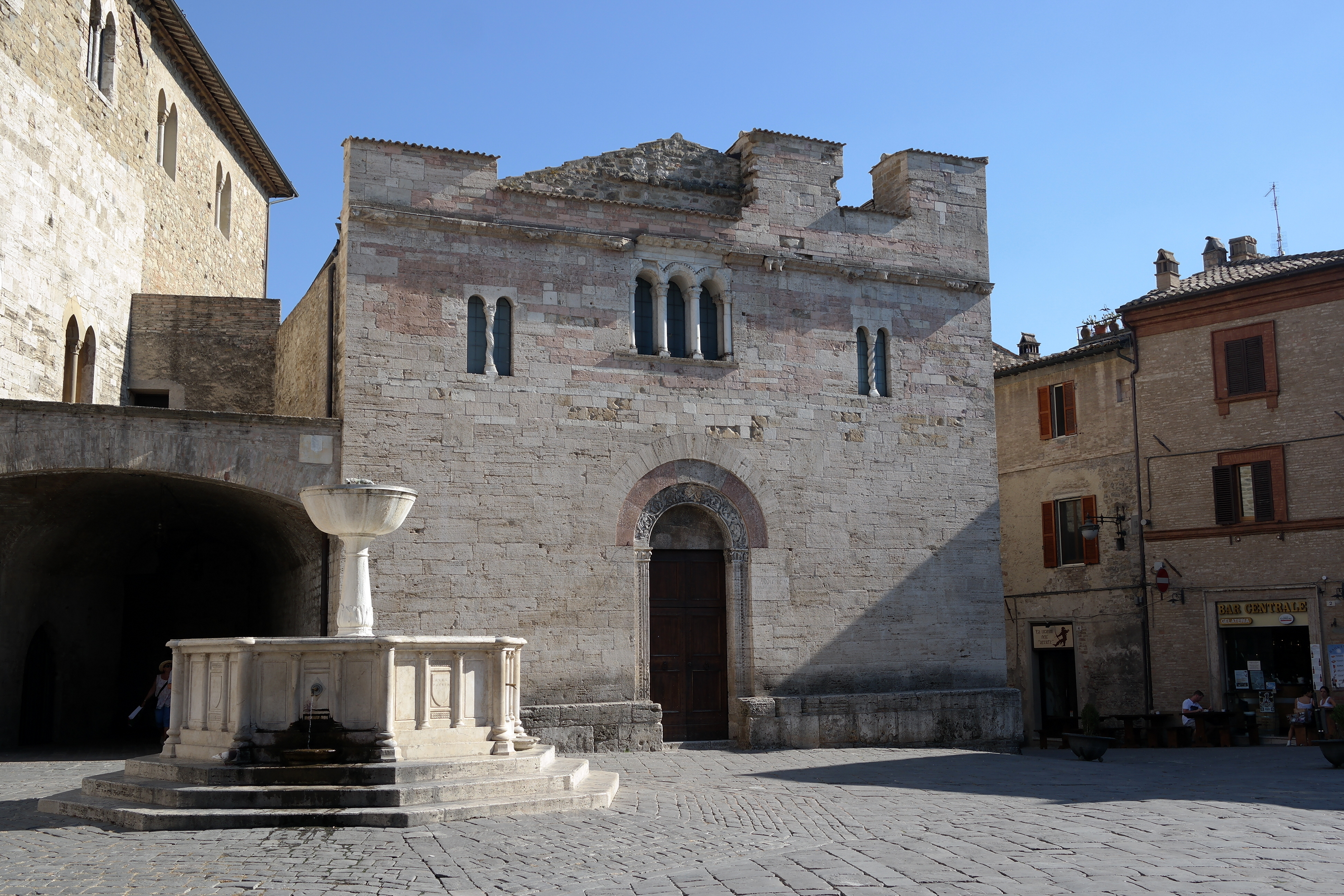
Chiesa di San Silvestro

Una parte importante dei monumenti della cittadina è concentrato nella Piazza Silvestri, tra le più importanti piazze medioevali della regione.

### Architetture religiose
- Chiesa di San Michele: costruita verso la fine del XII secolo dai maestri Binello e Rodolfo, che sono citati in un'iscrizione posta all'ingresso. La monumentale facciata è in stile romanico. Il campanile a forma di cuspide fu realizzato successivamente.
- Chiesa di San Silvestro: ultimata il 1195, è considerata uno dei capolavori di Binello.
- Chiesa di San Francesco.
- Chiesa dei Santi Domenico e del Beato Giacomo: sorta nel 1291, contiene tre pale del mevanate Ascensidonio Spacca, una Madonna del Rosario, con uno schema arcaizzante diviso orizzontalmente vivacizzato dai variati atteggiamenti e posizioni dei personaggi dai costumi anch'essi di epoche precedenti, una Madonna col Bambino che appare a San Giacinto e una Trinità con Santi.[13]
- Chiesa di Sant'Agostino
- Monastero di Santa Margherita, che conserva nella chiesa una tela di Andrea Camassei con il Martirio di Santa Margherita.[14]
- Santuario di Santa Maria delle Grazie, costruito a partire del 1583, conserva un nucleo di dipinti di Ascensidonio Spacca, tra i quali è una tela con la Madonna di Costantinopoli, l'Annunciazione, San Giuseppe e il donatore Crispolto Giorgi, datata 1603, tipica del suo linguaggio arcaizzante e devoto, modernizzato dallo scultoreo San Giuseppe e dal vivido ritratto del committente in basso.[15]

### Architetture civili
- Palazzo dei Consoli: risalente al 1270, è caratterizzato da un'ampia scalinata esterna. Attualmente ospita un teatro ottocentesco.

- Porto Romano di Bevagna.

## Cultura

### Musei
- Museo civico.

### Eventi
- Primavera medievale: a cavallo tra aprile e maggio, è una manifestazione vetrina della festa di giugno ("Mercato delle gaite") caratterizzata da concerti, conferenze ed eventi gastronomici medievali.
- Arte in tavola: mostra mercato che si svolge ad aprile con la degustazione e vendita di prodotti e piatti tipici, esposizioni di artisti locali, concerti.
- Mercato delle gaite.

## Società

### Evoluzione demografica
Abitanti censiti

### Etnie e minoranze straniere
Secondo i dati ISTAT al 31 dicembre 2010 la popolazione straniera residente era di 444 persone. Le nazionalità maggiormente rappresentate in base alla loro percentuale sul totale della popolazione residente erano:
Marocco 148 2,87%
Romania 124 2,40%

## Geografia antropica

### Altre località del territorio

#### Capro
Capro è una località del comune di Bevagna, poco distante della città, che si trova a 216 m s.l.m. lungo la strada che conduce verso Bettona .
La zona è conosciuta sin dal 1078 (citata nelle carte del monastero di Sassovivo).
Capro è nota per la presenza dell'Aiso (o Abisso), un laghetto pressoché circolare del diametro di 25 m profondo 13 m, posto a 196 m s.l.m.; una leggenda del XVII secolo collega al lago la scomparsa del contadino Chiarò, che vi sprofondò con tutta la sua casa per aver lavorato i campi nel giorno della festa di sant'Anna. La moglie e un figlio riuscirono a scappare, ma le acque li inseguirono e si richiusero su di essi presso la sorgente detta dell'Aisillo.
Altrettanto noto è il convento dell'Annunziata, conosciuto anticamente con il nome di Sant'Ansovino, per via del fatto che qui si trovavano alcune reliquie di questo santo (altre si troverebbero nella chiesa di Casenove di Foligno). Si trova a 600 m da Capro, su un piccolo colle a 231 m s.l.m.
Venne fondato dai benedettini di Sassovivo e nel 1138 passò alla Santa Sede, sotto Innocenzo II; ora vi dimorano le suore missionarie di Gesù Bambino.
L'architettura è piuttosto semplice ma elegante, con un portico in mattoni ed una porta datata 1495. Dentro si trova un crocifisso policromo del XV secolo attribuito a Giovanni Teutonico, un dipinto del Fantino ed altre opere dei due secoli successivi.

## Amministrazione
| Periodo        | Periodo        | Primo cittadino     | Partito                            | Carica  | Note   |
| -------------- | -------------- | ------------------- | ---------------------------------- | ------- | ------ |
| 30 giugno 1988 | 24 marzo 1991  | Franco Palini       | Partito Comunista Italiano         | Sindaco | [ 20 ] |
| 25 marzo 1991  | 20 giugno 1993 | Bruno Bini          | Partito Democratico della Sinistra | Sindaco | [ 20 ] |
| 21 giugno 1993 | 27 aprile 1997 | Bruno Bini          | Partito Democratico della Sinistra | Sindaco | [ 20 ] |
| 28 aprile 1997 | 13 maggio 2001 | Bruno Bini          | Centro-sinistra                    | Sindaco | [ 20 ] |
| 14 maggio 2001 | 29 maggio 2006 | Enrico Bastioli     | Lista civica                       | Sindaco | [ 20 ] |
| 30 maggio 2006 | 16 maggio 2011 | Enrico Bastioli     | Centro-sinistra                    | Sindaco | [ 20 ] |
| 17 maggio 2011 | 5 giugno 2016  | Analita Polticchia  | Uniti per Bevagna futura           | Sindaco | [ 20 ] |
| 6 giugno 2016  | 4 ottobre 2021 | Annarita Falsacappa | Congresso civico                   | Sindaco | [ 20 ] |
| 4 ottobre 2021 | in carica      | Annarita Falsacappa | Congresso civico                   | Sindaco | [ 20 ] |

## Sport

### Calcio
La principale squadra di calcio della città è l'A.C.D. Bevagna che milita in Promozione e disputa i suoi incontri interni allo Stadio Comunale “Pietro Palmieri”.

## Il Mercato delle Gaite
Il Mercato delle Gaite è una manifestazione di rievocazione storica che ha lo scopo di ricostruire la vita quotidiana del Medioevo e la competizione tra 4 gaite (quartieri) in cui Bevagna era divisa anticamente: San Giorgio, San Giovanni, Santa Maria e San Pietro. Come riferimento storico, prende in considerazione gli anni che vanno dal 1250 al 1350. La festa si svolge sempre nella settimana tra le ultime due domeniche di giugno. Ha ricevuto numerosi riconoscimenti dal mondo accademico per l'accuratezza delle ricostruzioni.

## Galleria d'immagini

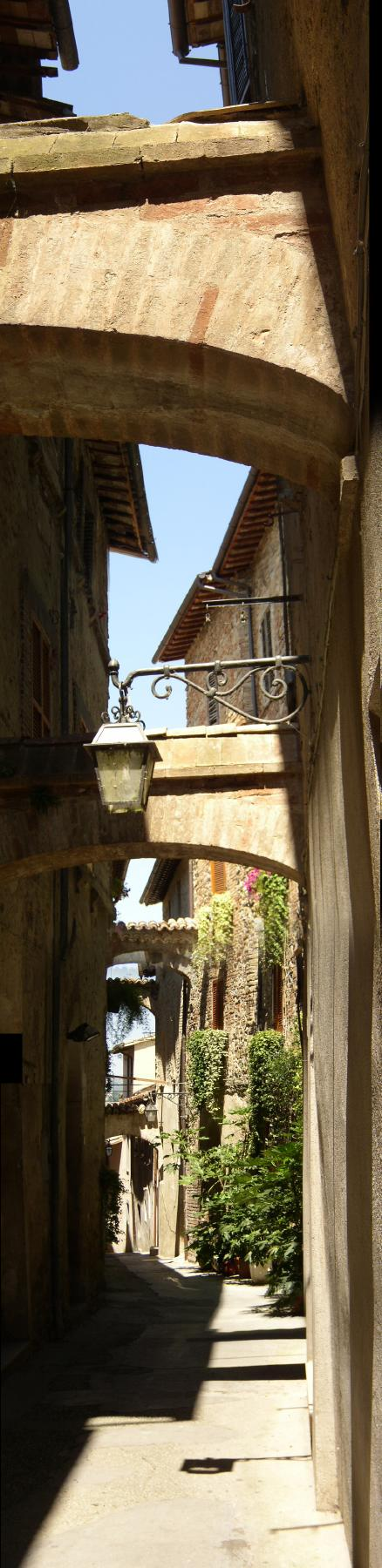
Una via del paese.
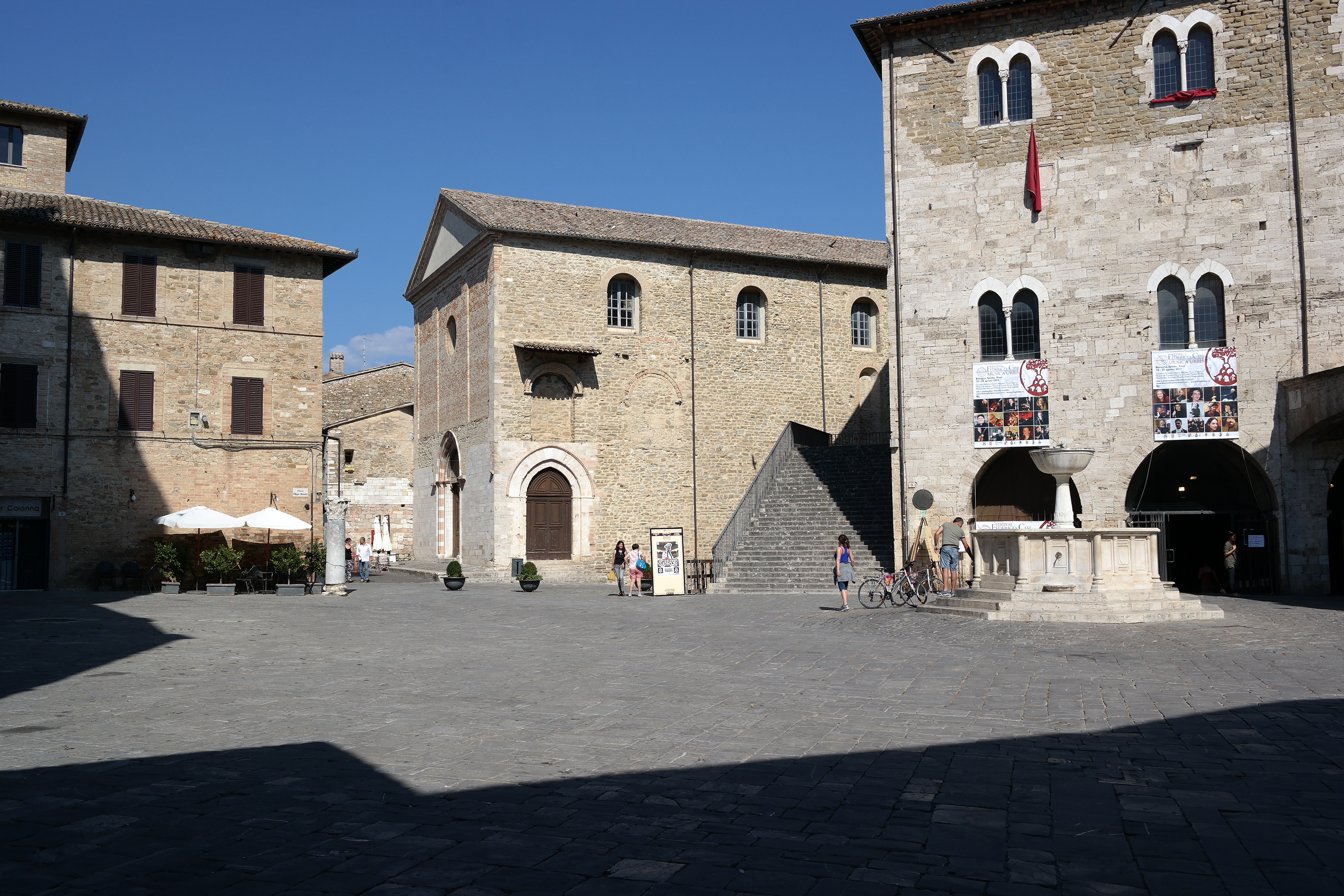
Piazza Silvestri.
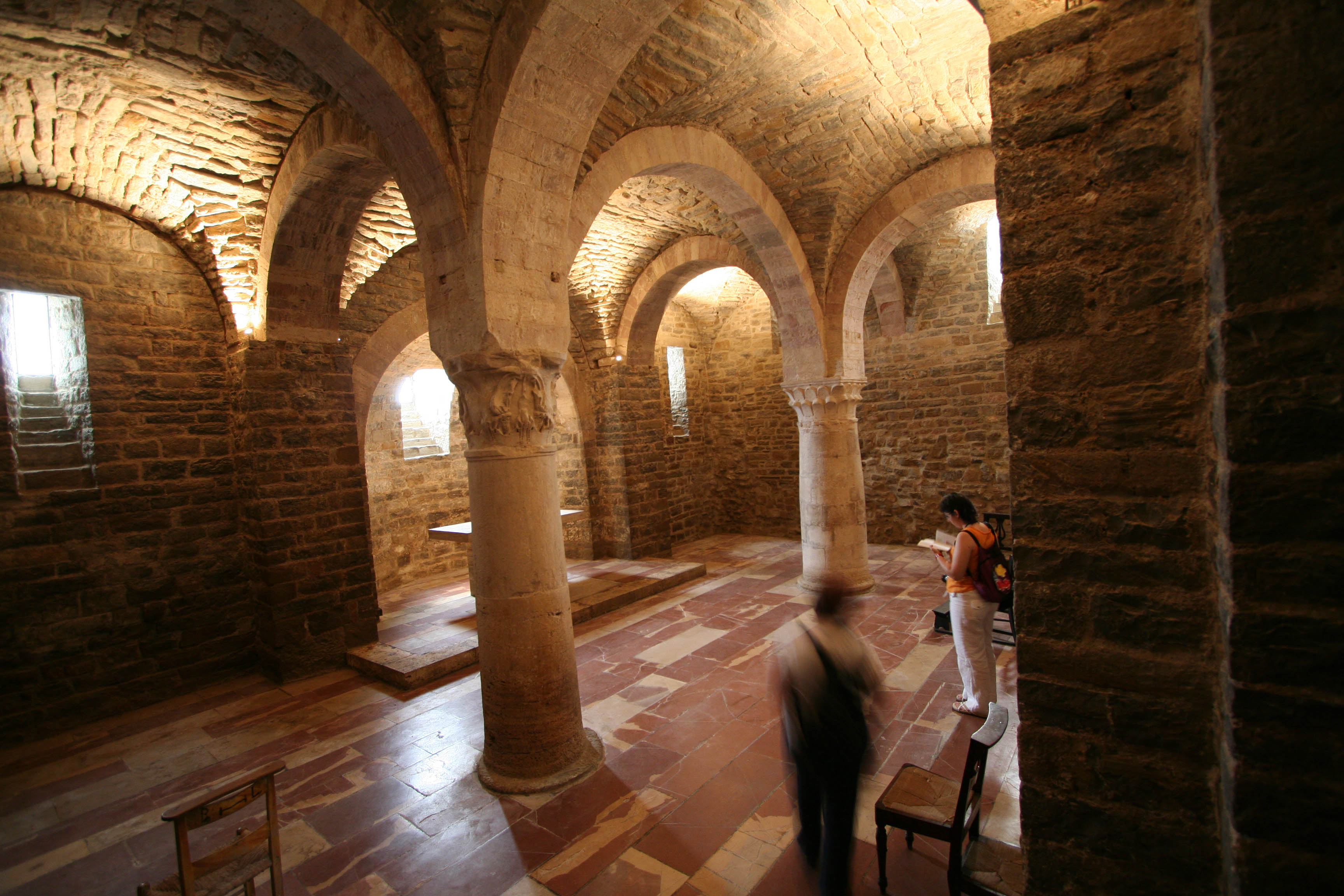
Cripta della chiesa di S. Silvestro.